# Jos van der Kooy
Jos van der Kooy (* 1. Dezember 1951 in Rotterdam, Niederlande) ist ein niederländischer Organist, Chorleiter und Hochschullehrer.

## Leben
Van der Kooy studierte zunächst bis 1981 Orgel am Conservatorium van Amsterdam. Weitere Ausbildung an der Orgel erfuhr er unter anderem bei Daniel Roth, Hans Haselböck und Ewald Kooiman.
Bereits 1980 wurde van der Kooy Dozent am Conservatorium von Leeuwarden und Organist an der dortigen Grote of Jacobijnerkerk. Nach seinem Abschluss, ein Jahr später, übernahm er die Stellung als Organist der Westerkerk in Amsterdam. Außerdem wurde van der Kooy Dozent für Orgel, Improvisation und Kirchenmusik am Koninklijk Conservatorium Den Haag und Alkmaar.
1990 folgte van der Kooy seinem ehemaligen Dozenten in Amsterdam Piet Kee als Stadtorganist der Müller-Orgel der St. Bavo-Kirche in Haarlem. Ab 2007 ist er Organist beim Raad van State in Den Haag.
Von 1990 bis 2017 war van der Kooy Organist der Müller-Orgel in Haarlem, der Cavaillé-Coll-Orgel der Philharmonie Haarlem sowie von 1981 bis 2019 der Duyschot-Vater-Orgel der Westerkerk Amsterdam, außerdem ist er dort Dirigent der Capella Westerkerk. Als Dozent lehrt er Orgel und Improvisation an der Academie der Kunsten Leiden, dem Koninklijk Concervatorium Den Haag und der Internationalen Sommerakademie für Organisten Haarlem. Des Weiteren gibt er Meisterkurse und Privatunterricht. Seit 2020 ist er Organist der Steenkuyl-Orgel der remonstrantischen Arminiuskerk in Rotterdam.
Van der Kooy ist Mitglied der Jury des Internationalen Improvisationswettbewerbs in Haarlem und war 1997 und 2013 Mitglied der Jury beim Internationalen Wettbewerb für Orgelimprovisation des Festivals Europäische Kirchenmusik in Schwäbisch Gmünd.

## Auszeichnungen
- 1977 Tournemirepreis, St Albans International Organ Festival
- 1978 Sieger des Improvisationswettbewerbs in Boalsert
- 1980 und 1981 Sieger des internationalen Improvisationswettbewerbs Haarlem
- 1981 Prix d' Excellence Conservatorium van Amsterdam
- 1989 Silberne Medaille der Societé Académique "Arts, Sciences et Lettres" Paris für seine Verdienste in französischer Orgelmusik
- 2000 Goldene Medaille der Societé Académique "Arts, Sciences et Lettres" Paris für seine Verdienste in französischer Orgelmusik
- 2011 Ritter im Orden von Oranien-Nassau
- 2015 Silberne Medaille der Vereniging Haerlem
- 2017 Silberner Stadspenning der Gemeinde Haarlem

## Veröffentlichungen (Auswahl)
- Orgelmusik aus dem Heilig-Kreuz-Münster, Schwäbisch Gmünd: Live-Mitschnitte von der Orgelkonzertreihe im Rahmen der Europäischen Kirchenmusik Schwäbisch Gmünd 1995, Schwäbisch Gmünd 2001 (u. a. mit Daniel Roth, Hans Haselböck und Hubert Beck).
- De Johannes-Passion van Bach. Nijkerk 1989: Callenbach.
- Jos van der Kooy - Brilliant Organ Works - Müller-organ Grote of St. Bavokerk Haarlem.
- Jos van der Kooy - Westerkerk Amsterdam.